# Двір шипів та троянд (роман)
«Двір шипів і троянд» (англ. A Court of Thorns and Roses) — роман американської письменниці Сари Джей Маас, перший у її серії «Двір шипів та троянд» (англ. The Farseer Trilogy). Написаний у формі розповіді від першої особи. Роман був опублікований 2015 року у видавництві Bloomsbury Publishing. Історії персонажів продовжуються у наступних романах серії «Двір мороку і гніву» (англ. A Court of Mist and Fury), «Двір крил і руїн» (англ. A Court of Wings and Ruin), «Двір холоду і зоряного сяйва» (англ. Court of Frost and Starlight) та «Двір срібного полум'я» (англ. A Court of Silver and Flames).
Роман описує історію дев'ятнадцятирічної Фейри, яка змушена покинути світ людей і поїхати до Прифії — світу магічних істот фейрі, після того як вбила одного з її мешканців щоб спокутувати свій злочин.

## Сюжет
Після кривавої війни 500 років тому між магічними істотами фейрі та людьми було збудовано Стіну, яка розділила два світи та укладено Угоду. Фейра живе у містечку неподалік Стіни з двома старшими сестрами та батьком. Останні кілька років вона забезпечує сім'ю, полюючи в лісі, оскільки дала обіцянку своїй матері перед її смертю. Під час одного з полювань Фейра вбиває вовка, який виявляється одним з фейрі. Вищий Лорд Темплін, керуючись Угодою, дає Фейрі вибір: або померти від його рук або покинути назавжди світ людей і оселитись з ним за Стіною. Темплін приводить Фейру до свого маєтку і дівчина починає шукати шлях звільнитися від Угоди і повернутись додому. Фейра дізнається про Недугу, яка з'явилась у Дворі Весни 50 років тому і послабила магію її мешканців, змусивши їх носити маски на обличчі, а також бачить бачить різні види чудовиськ які почали приходити з інших Дворів. Темплін і його захищають свій двір від нападників проте через те, що кордони між Дворами стали більш розмиті, кількість чудовиськ постійно збільшується.

## Персонажі

### Світ людей
- Фейра — дівчина 19 років, людина, має хист до полювання, проте ненавидить це робити, любить малювати. Має двох сестер та батька, маму втратила у 8-річному віці. Змушена покинути свою сім'ю та оселитись у Прифії після того як убила фейрі у подобі вовка
- Батько — батько Фейри, колишній аристократ, який втратив останні гроші своєї родини вклавши їх у ризиковану справу. Має покалічену ногу після нападу кредиторів, інколи просить милостиню у мешканців міста
- Неста — старша сестра Фейри. Досі не може змиритись із втратою багатства і вкрай зневажливо ставиться до людей нижчого достатку. Планує вдало вийти заміж
- Елейн — старша сестра Фейри, любить займатись квітковими клумбами
- Томас Мандрей — син лісоруба, залицяється до Нести
- Айзек Гейл — друг і коханець Фейри

### Світ фейрі
- Темплін — Вищий Лорд двору Весни, перевертень
- Люсьєн — емісар Темпліна. Сьомий син Лорда Двору Осені, покинув сім'ю після того як батько вбив його наречену. Має шрам на обличчі та металеве око
- Ендрас — дозорчий Темпліна, убитий Фейрою коли був у подобі вовка
- Емзіл — служниця Темпіна

### Істоти
- Наги — Фейрі, зіткані з тіней, ненависті та гниття, та людиноподібні тіла, зміїні риси та довгі кігті.
- Суріелі — старі й підступні Фейрі, мають глибокі знання про все.
- Боге — невидимі створіння, які стають реальними якщо на них подивитись

## Двори
Прифія має 7 дворів:
- Двір Весни
- Двір Літа
- Двір Осені
- Двір Зими
- Двір Дня
- Двір Ночі
- Двір Світанку